# Tavaco
Tavaco (korsisch Tàvacu) ist eine Gemeinde auf der französischen Mittelmeerinsel Korsika. Sie gehört zum Département Corse-du-Sud, zum Arrondissement Ajaccio und zum Kanton Gravona-Prunelli. Sie grenzt im Nordwesten an Sari-d’Orcino, im Nordosten an Vero, im Südosten an Carbuccia, im Süden an Peri und im Westen an Sarrola-Carcopino. Der Dorfkern liegt auf ungefähr 450 Metern über dem Meeresspiegel.

## Wirtschaft
Tavaco ist eine der 36 Gemeinden mit zugelassenen Rebflächen des Weinbaugebietes Ajaccio.

## Bevölkerungsentwicklung
| Jahr      | 1962 | 1968 | 1975 | 1982 | 1990 | 1999 | 2008 | 2012 |
| --------- | ---- | ---- | ---- | ---- | ---- | ---- | ---- | ---- |
| Einwohner | 70   | 43   | 61   | 104  | 171  | 226  | 270  | 308  |